# Rosso di rutenio
Il rosso di rutenio è un colorante usato in biologia per evidenziare la presenza di emicellulose e pectine colorando la parete cellulare vegetale in rosa.
I tessuti più adatti per questa reazione colorimetrica sono i collenchimi, nei quali i marcati aspessimenti parietali sono la conseguenza dell'apposizione di sostanze pectiche ed emicellulosa.
Gli apparati più adatti per questo tipo di colorazione sono quelli che presentano un'abbondanza di tessuto collenchimatico.